# Zupaysaurus
Zupaysaurus ("Djävulsödla") var ett släkte tidiga theropoder från yngre trias i Sydamerika. Trots att ett fullständigt skelett inte hittats ännu kan Zupaysaurus betraktas som ett tvåbent rovdjur, upp till 4 meter långt baserat på andra närbesläktade tidiga theropoder. Likt vissa andra tidiga theropoder kan den ha haft två parallella benkammar längs nosen, fossila bevis för detta saknas dock i nuläget.

## Beskrivning

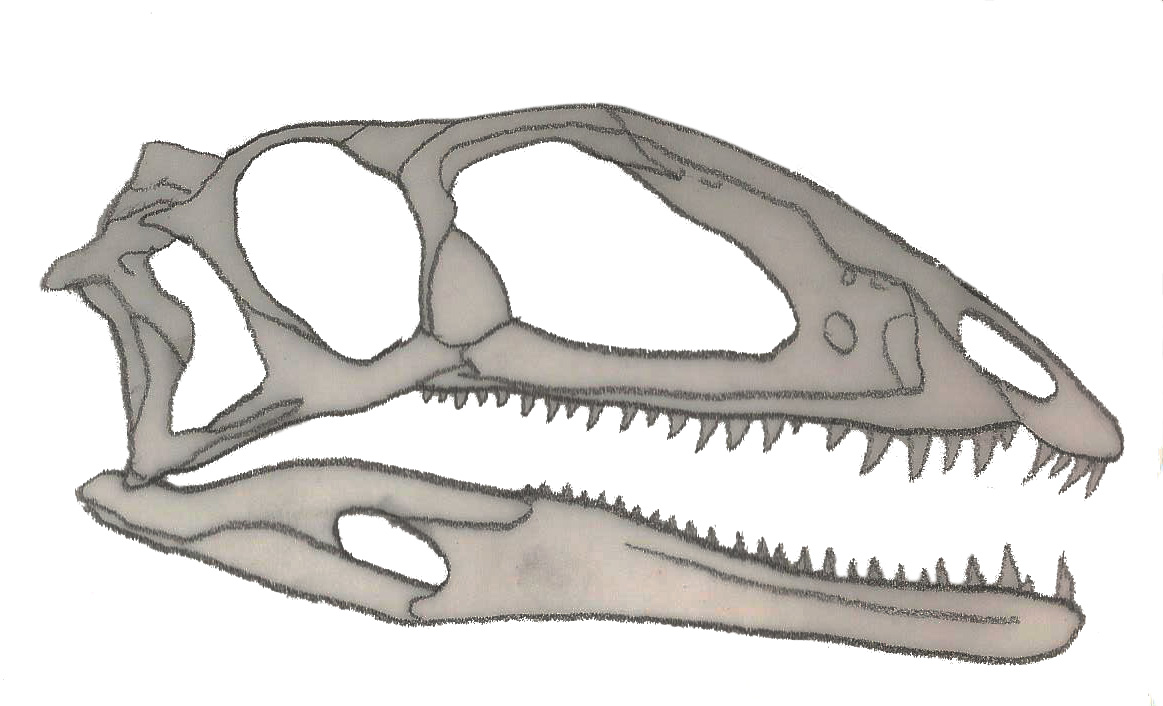
Rekonstruktion av skallen hos Zupaysaurus.

Zupaysaurus var en medelstor theropod. En skalle från en vuxen individ mätte ungefär 45 centimeter i längd, vilket pekar på en kroppslängd på ungefär 4 meter från nos till svanstipp, vissa uppmätningar placerar den dock på upp mot 5 meter. Som alla kända theropoder gick Zupaysaurus på bakbenen, och hade frambenen fria att gripa bytet med.
Zupaysaurus troddes ursprungligen ha haft två tunna parallella benkammar längs nosen likt de hos theropoderna Dilophosaurus och Coelophysis kayentakatae. Dessa skulle ha formats av endast näsbenen, i olikhet med de hos andra theropoder som även inkluderade tårbenen. Senare analyser av skallen tyder på att vad som ursprungligen identifierades som kammar mer troligt var bitar av tårbenen som förskjutits under fossiliseringen.